# ボン・スコット
ロナルド・ベルフォード・"ボン"・スコット（Ronald Belford "Bon" Scott、1946年7月9日 - 1980年2月19日）は、オーストラリア人ロック・ミュージシャン。
1974年から1980年に死去するまで、オーストラリアのハードロック・バンドAC/DCのリード・シンガー、作詞者として知られた。スコットランドのキリミューア出身で、1952年、6歳の時に家族とともにオーストラリアのメルボルン近郊に移住した。
スコットは、1964年に最初のバンドであるザ・スペクターズを結成し、ドラマーを務めながら、時々リード・ヴォーカルも担当していた。その後、ザ・ヴァレンタインズやフラタニティなどいくつかのバンドを渡り歩き、1974年にデイヴ・エヴァンスに代わってAC/DCのリード・シンガーになった。
AC/DCの人気は、1970年代を通して、まずオーストラリアで、やがて世界的に、拡大し続けた。1979年のアルバム『地獄のハイウェイ』は、アメリカ合衆国でトップ20に上昇し、バンドは商業的に大成功を収めようとしていた。ところが、1980年2月19日、スコットは、ロンドンで一晩大酒を飲んだ後に急死してしまった。AC/DCは、一時は解散も考えたが、程なくして、イギリスのグラムロック・バンド、ジョーディーのボーカルだったブライアン・ジョンソンを後任に据えた。スコットの死後わずか5ヶ月後に、追悼盤として発表された次のアルバム『バック・イン・ブラック』は、マイケル・ジャクソンの『スリラー』、ピンク・フロイドの『狂気』に次いで、史上3番目に売れたアルバムとなった。
「Q誌の選ぶ歴史上最も偉大な100人のシンガー」において第43位。

## 生涯

### 生い立ち
ロナルド・ベルフォード・スコットは、1946年7月9日に、スコットランド、フォーファーのファイフ・ジェイミソン産科医院で、父チャールズと母イザベラのスコット家に生まれ、キリミューアで育った。1949年には、弟デレクが生まれている。スコット家は、1952年にスコットランドからオーストラリアへ移住し、当初はメルボルン郊外のビクトリア州サンシャインに居を構えた。サンシャイン小学校（Sunshine Primary School）でスコットは、ニックネーム「ボン」を付けられた。既にクラスにロナルドという名のクラスメートがいたので、「Bonnie Scotland (ボニー・スコットランド＝美しきスコットランド)」から来たばかりのスコットは「ボン」と名付けられ、それが定着したのである。1953年には、もう1人の弟グレイムが生まれた。
1956年、スコット一家は西オーストラリア州フリーマントルへ移り住み、スコットは当地で地元のバグパイプ・バンドに参加し、ドラムを学んだ。スコットは15歳で学校からドロップアウトし、警察への嘘の名と住所の告知、合法的な拘束からの逃亡、非合法の性行為、12ガロンのガソリンの窃盗などに関連して、フリーマントル刑務所の鑑別センターに短期間送られ、9ヶ月間をリバーバンク少年院で過ごした。スコットはオーストラリア陸軍に志願したが、「社会的不適合」と判定されて拒絶された。

### 初期の活動
郵便配達、バーテンダー、トラック荷積みなどの仕事を経て、スコットは最初のバンドであるザ・スペクターズを1964年に結成し、ドラマーをしながら、時々リード・シンガーも担当していた。2年後、スペクターズは、ザ・ウィンストンズという地元の別のバンドと合体し、ザ・ヴァレンタインズとなり、スコットはヴィンス・ラヴグローヴとともに2人いるリード・シンガーのひとりとなった。ヴァレンタインズは、ジ・イージー・ビーツのジョージ・ヤング(AC/DCのヤング兄弟の兄)が書いた曲を何曲かレコーディングし、そのうちの1曲「Every Day I Have to Cry」は、地元でトップ5にまで上昇した。1970年、シングル「Juliette」がオーストラリアのARIAチャートで全国トップ30に入った後、ヴァレンタインズは音楽性の違いから解散したが、その背景には薬物スキャンダルが大々的に報じられたことがあった。
1970年、スコットは南オーストラリア州アデレードに移り、プログレッシブ・ロックのバンド、フラタニティに参加した。フラタニティは、アルバム『Livestock』と『Flaming Galah』をリリースし、1971年にはイギリス・ツアーを行った。このツアーでは、ステイタス・クォーやジョーディーの前座を務めたが、当時ジョーディーのフロントマンだったブライアン・ジョンソンは、スコットの死後AC/DCのリード・シンガーとなっている。
1973年、再度のイギリス・ツアーからオーストラリアへ帰国したフラタニティは、バンドに亀裂が生じた。当時、スコットは、先にフラタニティを辞めたメンバーたちと「Mount Lofty Rangers」というバンドを組んで歌い始めていた。このバンドのリハーサルの後に、スコットはバイク事故で重傷を負い、バンドから離れざるを得なくなった。フラタニティは、その後メンバーを再編し、スコットに代わってジミー・バーンズが参加した。

### AC/DCのメンバーとして
1974年、スコットはドライバー兼雑用係としてアデレードで働いていたとき、ツアーでやってきたアンガス・ヤングとマルコム・ヤングの兄弟ら、AC/DCのメンバーに出会った。当時、AC/DCのリード・シンガーはデイヴ・エヴァンスだったが、ヤング兄弟は、エヴァンスをゲイリー・グリッターのようなグラムロックだと感じており、自分たちのバンドのフロントマンにはふさわしくないと考えるようになっていた。一方、スコットはAC/DCの器材車のドライバーとして雇われて働き始め、ことあるごとにバンドでドラマーがしたいと表明していたが、バンドはドラマーではなくシンガーが欲しいのだとスコットに言い続けていた。そうした折り、ツアー中の軋轢が高じてエヴァンスはマネージャーと殴り合う事態に至り、バンドからの離脱が避けられなくなってしまった。

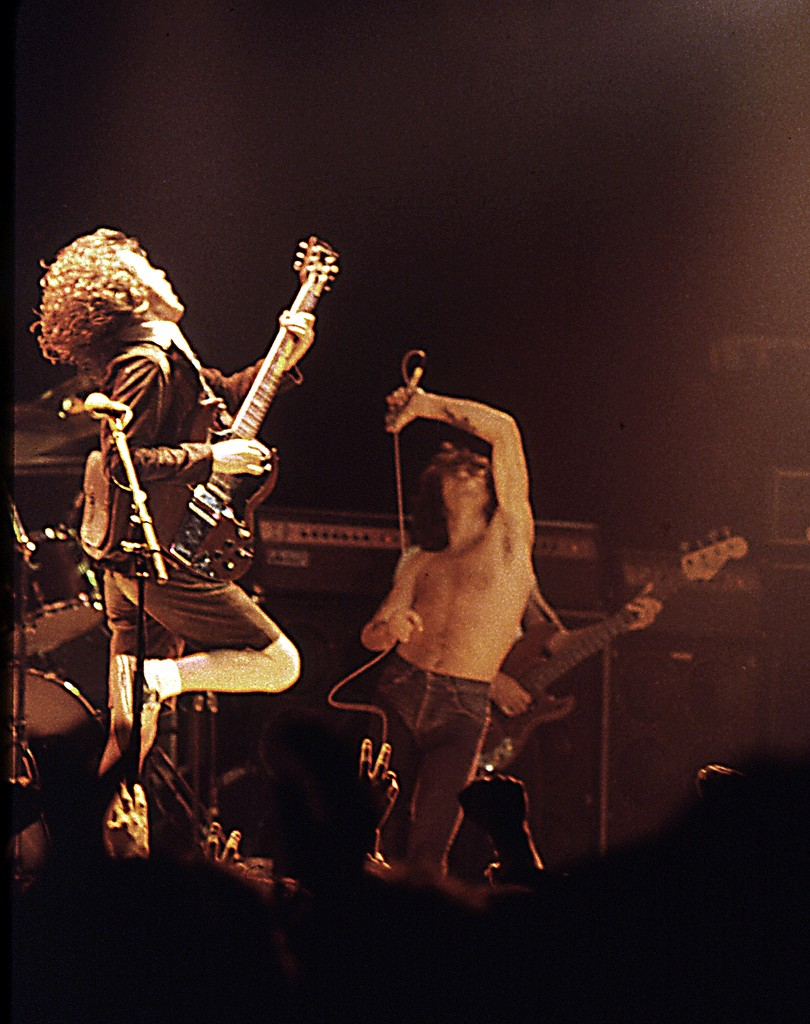
1979年8月、北アイルランドのアルスター・ホールでのボン・スコット(中央)とギタリストのアンガス・ヤング (左)

1974年9月、ボン・スコットは、デイヴ・エヴァンスに代わってAC/DCのリード・シンガーとなった。当時のドラマーはピーター・クラック、ベーシストはロブ・ベイリーだったが、この2人を事実上外す形で、ヤング兄弟をリード・ギターとリズム・ギターに置き、セッション・ミュージシャンとしてトニー・カレンティがドラムを主に担当し、ジョージ・ヤングが臨時のベースという編成で、AC/DCは最初のLP『ハイ・ヴォルテージ (High Voltage)』をレコーディングし、1975年2月にオーストラリアでリリースした。その後、クラックとベイリーは1975年1月に正式に解雇され、AC/DCはドラムにフィル・ラッド、ベースにマーク・エヴァンスを正式に雇い、2枚目のアルバム『T.N.T.』をレコーディングして、1975年12月にオーストラリアでリリースした。オーストラリア国外で最初に流通したAC/DCのアルバムは、この2枚のアルバムから集めた曲の編集盤で、やはり『ハイ・ヴォルテージ (High Voltage)』というタイトルが付けられ、1976年5月にリリースされた。1976年には、スタジオ録音アルバム『悪事と地獄 (Dirty Deeds Done Dirt Cheap)』も、まずオーストラリアだけでリリースされ、オーストラリア国外では英国盤が1976年12月、米国盤は1981年3月に、それぞれ異なる曲構成でリリースされた。
AC/DCは、1977年のアルバム『ロック魂』と1978年の『パワーエイジ (Powerage)』でさらに成功を収めた。『パワーエイジ』は、(マーク・エヴァンスに代わった)ベースのクリフ・ウィリアムズのデビュー作となり、よりハードなリフで『ロック魂』で打ち立てられた路線を押し進めるものだった。このアルバムはハリー・ヴァンダとジョージ・ヤングのプロデュースでボン・スコットがボーカルをとった最後の作品であり、AC/DCのアルバムとしては最も不当に低く評価されているものだといわれている。『パワーエイジ』から出た唯一のシングル盤「地獄のロックン・ロール (Rock 'n' Roll Damnation)」は、それまでで最高のチャートでの動きを見せて24位まで上昇した。パワーエイジ・ツアーで回ったスコットランド・グラスゴーのアポロ・シアターにおける演奏は録音され、ライブ盤『ギター殺人事件 (If You Want Blood You've Got It)』となった。
AC/DCの6枚目のアルバム『地獄のハイウェイ』は、ロバート・ランジのプロデュースで1979年にリリースされた。このアルバムは、AC/DCにとって、米国でトップ100に入った最初のアルバムであり、最終的には17位にまで登り詰め、バンドをトップ・ランクのハード・ロック・アクトにまで押し上げることになった。

### 突然の死

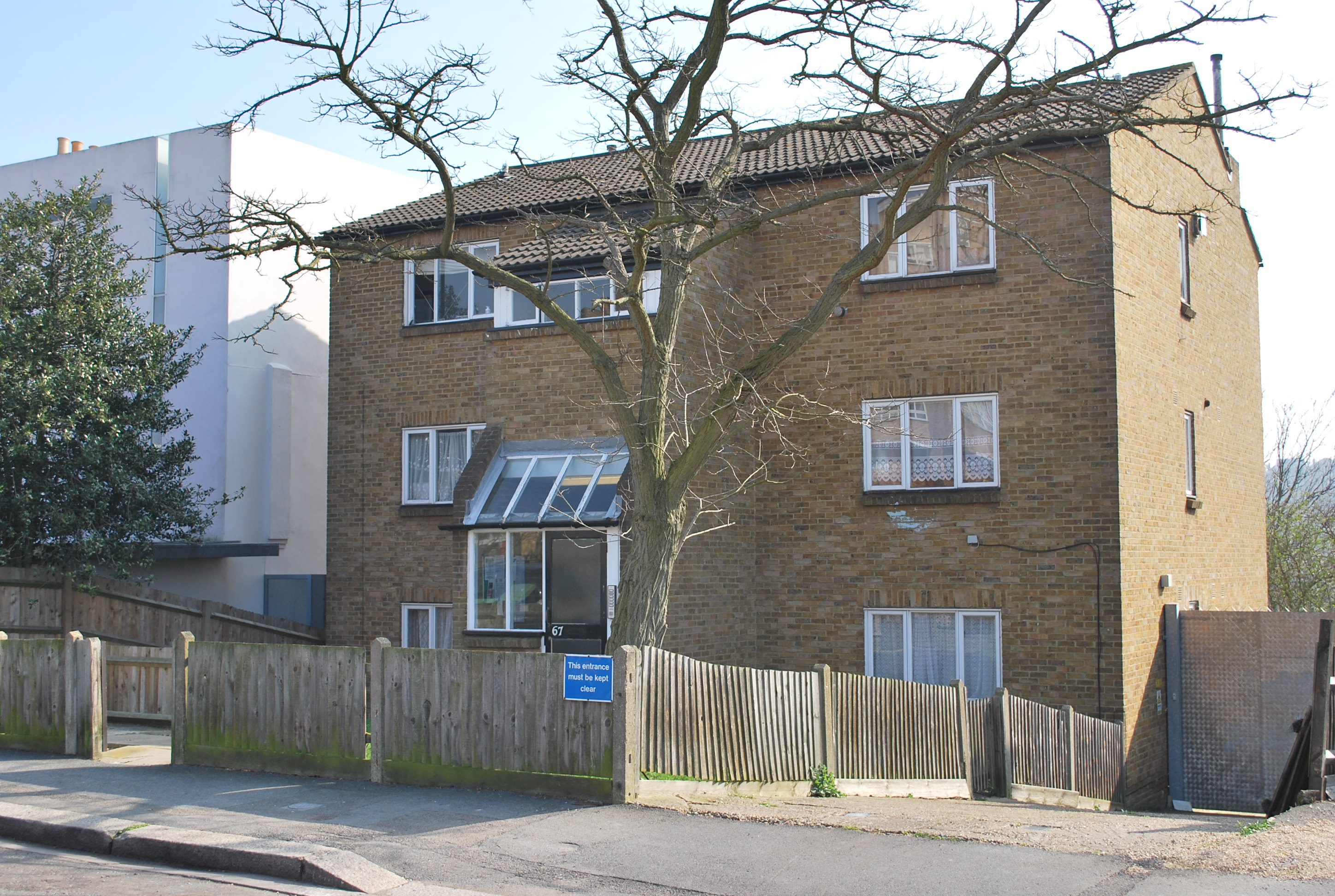
67 Overhill Road, East Dulwich, London
車中で死んでいるのが見つかった場所

1980年2月19日、33歳だったボン・スコットは、ロンドンの(現在の「KOKO」の場所にあった)ミュージック・マシーンというクラブで深酒をした後、意識を失った。スコットは、サウス・ロンドンのイースト・ダリッチにあるオーヴァーヒル・ロード67番地で、アリステア・キニアという知人が所有する車の中に、寝かされたまま放置された。翌日午後、キニアはスコットが生気を失っているのを発見し、当局に通報した。スコットはキャンバーウェルのキングス・カレッジ病院に急送されたが、病院到着の時点で死亡が確認された。嘔吐物の誤嚥が死因であり、公式書類に記載された死因は「急性アルコール中毒」「偶発事故死」となっていた。スコットは火葬され、遺灰は家族によってフリーマントルに埋葬された。
スコットの死をめぐる報道には、（アリステア・キニアの名の綴り違いなどを含め）食い違いが多く、スコットはヘロインの過剰摂取で死んだのではないか、車に排気ガスを引き込んで殺されたのではないか、そもそもキネアなる人物は存在しないのではないか、といった陰謀論を呼ぶことになった。ちなみに、スコットは気管支喘息を患っており、彼が死んだ朝の気温は氷点下であった。オジー・オズボーンは、ドキュメンタリー『Don't Blame Me』の中で、スコットは低体温症で死んだ（凍死した）と述べているが、検死官は、医学的事実に基づいてそのような疑いはなかったとしている。
スコットの死後、AC/DCの残されたメンバーは活動の休止も考えた。しかし、最終的には、スコットもバンドの継続を望んでいるだろうということになり、スコットの家族の賛同も得て、AC/DCはブライアン・ジョンソンを新しいボーカルとして雇うことになった。アンガス・ヤングはVH1のインタビューで、バンドの全員と個人的な交流のあったスコットの母親がバンドの継続を心から承認したこと、それがバンドの一員であった彼女の息子を思い出す正しい方法だと思っていたことを、語っている。スコットの死の5ヶ月後、AC/DCは『バック・イン・ブラック』を追悼盤として録音し、「地獄の鐘の音 (Hells Bells)」と「バック・イン・ブラック (Back in Black)」の2曲がスコットの思い出に捧げられた。フランスのロック・バンドトラストは、1980年にスコットに捧げた曲「Ton dernier acte」をヒットさせた。オジー・オズボーンは「Suicide Solution」をスコットに捧げた。この曲は、自殺に関するサブリミナル・メッセージが埋め込まれているとも言われたが、オジーはただスコットを追悼する曲であると述べている。

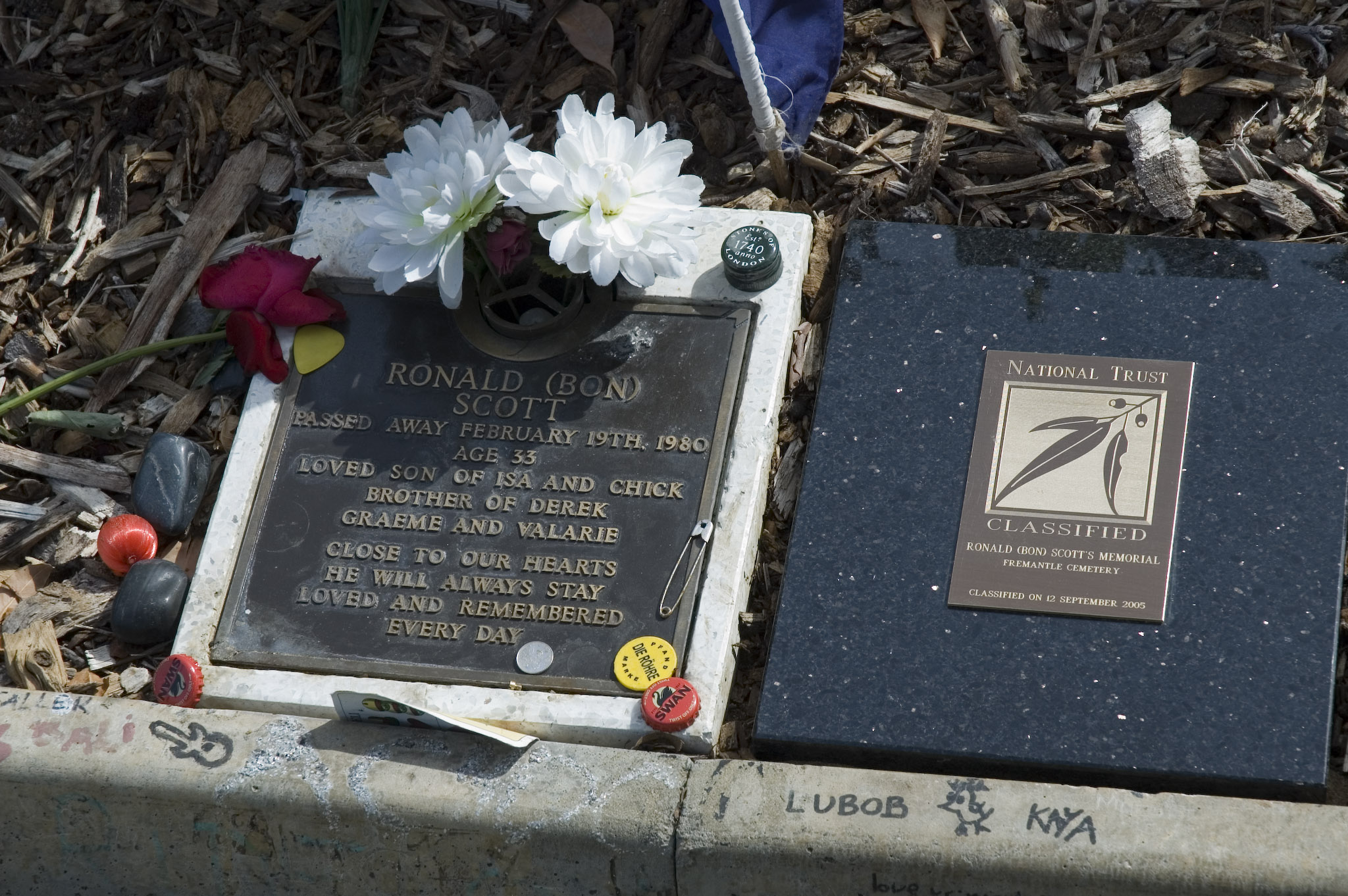
ボン・スコットの墓 (右はナショナル・トラストの認定標識)

スコットの遺灰はフリーマントル墓園に葬られたが、その墓は文化的なランドマークとなっている。スコットの死から28年以上を経て、オーストラリアのナショナル・トラストは、スコットの墓を文化遺産として認定し、リストに載せたことを公表した。スコットの墓は、オーストラリアで一番訪問者の多い墓であると報じられた。2006年2月9日には、墓碑銘板が盗まれるという事件が起きている。

### 没後のイベント
1997年11月18日、AC/DCはスコットへの追悼として、ボックス・セット『ボン・ファイアー (Bonfire)』をリリースした。このセットには、『バック・イン・ブラック』のリマスター盤、別テイク、アウトテイク、未発表ライブなど「レアリティーズ」を集めた『Volts』、2枚のライブ・アルバム『Live from the Atlantic Studios』と『Let There Be Rock: The Movie』の合わせて4枚のアルバムが収められた。
『Live from the Atlantic Studios』は、1977年12月7日にニューヨークのアトランティック・スタジオで録音された。
『Let There Be Rock: The Movie』は、1979年12月9日にパリのパヴィリオン・ド・パリで録音された2枚組アルバムであり、映画『AC/DC: Let There Be Rock』のサウンドトラックでもある。
AC/DCは2003年に、ロックの殿堂入りを果たした。この授賞式の壇上には、バンドのメンバーとともに、スコットの家族が出席し、スコットに代わってこの栄誉を受けた。
2003年には、『ローリング・ストーン』誌の選んだ「史上最も偉大なアルバム500」の199位に、ボン・スコットが参加したAC/DCの最後のアルバムである1979年の『地獄のハイウェイ』がランクされた。
2004年には、『ローリング・ストーン』誌の選んだ「史上最も偉大な歌500」の254位に、ボン・スコットがヤング兄弟と共作した「地獄のハイウェイ (Highway to Hell)」がランクされた。
イギリスの雑誌『Classic Rock』2004年7月号の「最も偉大なフロントマン100」で、スコットは、フレディ・マーキュリーやロバート・プラントを抑え、第1位にリストされた。
2006年5月6日、スコットランドのキリミューアの町は、スコットを記念したケイスネス石の石板の除幕式を行った。この式では、スコットの長年の友人でありザ・ヴァレンタインズのメンバーとして同僚であったヴィンス・ラヴグレイスのメッセージが読み上げられた。
| 「 | 私が一番愛したボン・スコットの美点は、他の人間にはまず見られないほど自分に正直であるということだった。見た目そのままが実際で、彼は本物の人物であり疑いもなく正直だった。 私にとって、彼は同世代を、そしてその後の世代を代表するストリートの詩人だった。 | 」 |

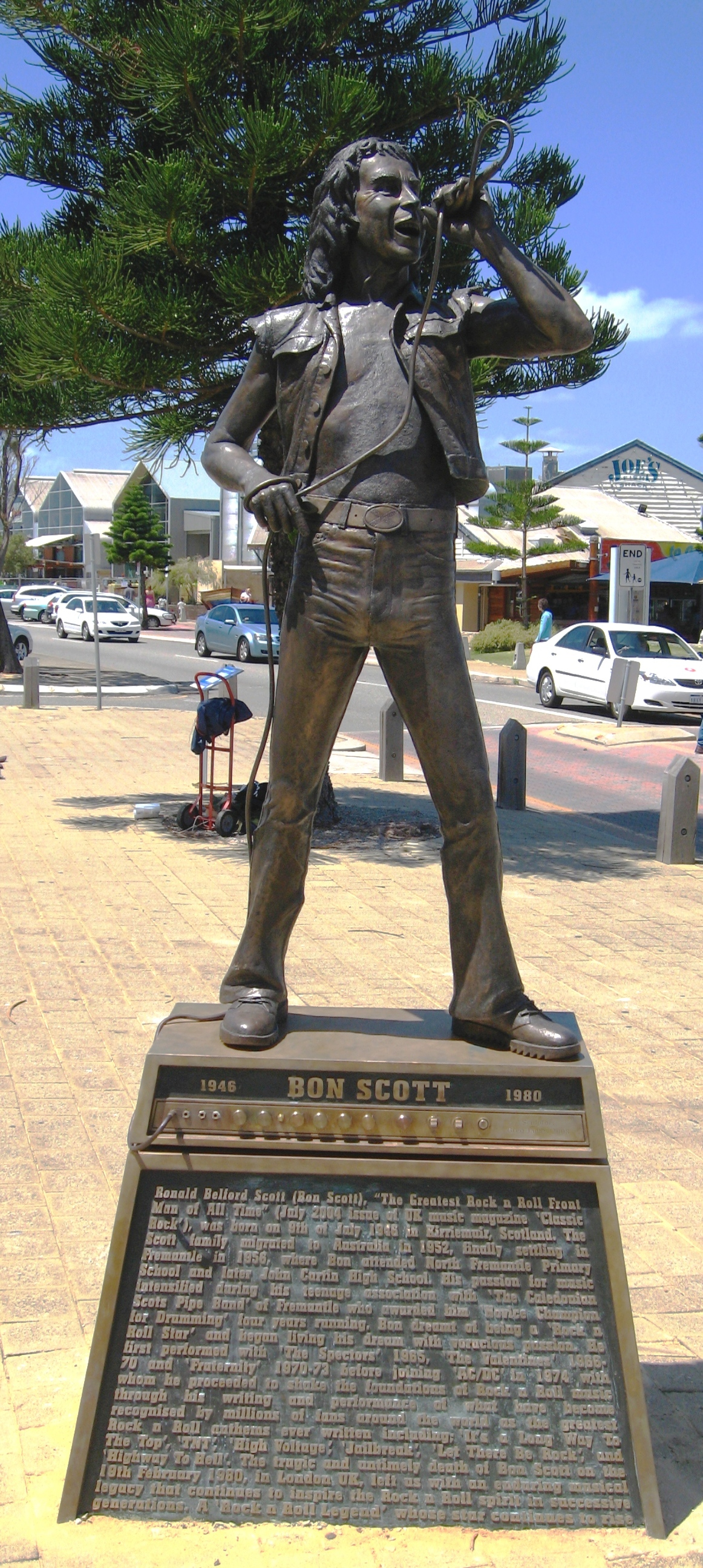
フリーマントルのボン・スコット像

2008年2月24日、ボン・スコットの銅像が、西オーストラリア州パースで公開された。この像は、マーシャルのアンプの上に登ったスコットの姿を写したもので、同年10月にフリーマントル・フィッシング・ボート・ハーバーに設置された。
2008年12月4日、ボン・スコットに関する映画が進行中であるとネット上のニュースサイト「Undercover.com」で報じられた。AC/DCの代理人は、レコード会社のウェブサイトでこの報道を認めた。この報道を受けて、スコットのひとり息子だと自称しているメルボルン在住の男性は、演技経験が全くないにもかかわらず、「父」の役は自分が演じたいと表明した。